# آندریا گاردنر
آندریا گاردنر (انگلیسی: Andrea Gardner؛ زادهٔ ۲۳ دسامبر ۱۹۷۹) بازیکن بسکتبال اهل ایالات متحده آمریکا است.